# غاريقون شتوي
غاريقون شتوي (الاسم العلمي: Agaricus brumalis) هو نوع من الفطريات يتبع جنس الغاريقون من فصيلة الغاريقونية.